# ABC-auto
ABC-auto was een zevendelige televisiereeks over automechaniek, autorijden en mobiliteit, die in 1992 te zien was op de toenmalige BRTN.  De presentatie was in handen van Miel Louw en Anick Van Dam.
De reeks werd gekenmerkt door een nogal seksistische ondertoon, vooral in de interactie tussen beide presentatoren.

## Afleveringen
| Nr.                                                                    | Titel              | Uitzenddatum     |  |
| ---------------------------------------------------------------------- | ------------------ | ---------------- |  |
| 1                                                                      | In den beginne...  | 13 januari 1992  |  |
| Geschiedenis van de auto                                               |                    |                  |  |
| 2                                                                      | De piston          | 20 januari 1992  |  |
| Het motorblok en de verbranding                                        |                    |                  |  |
| 3                                                                      | Eten en drinken    | 27 januari 1992  |  |
| Ontsteking, carburatoren en inspuitsystemen                            |                    |                  |  |
| 4                                                                      | De laatste kans    | 3 februari 1992  |  |
| Crashtests en passieve veiligheid                                      |                    |                  |  |
| 5                                                                      | Hoe stop ik ermee? | 10 februari 1992 |  |
| De ophanging, de aandrijving en het remsysteem                         |                    |                  |  |
| 6                                                                      | Gewillige knechten | 17 februari 1992 |  |
| Het elektrisch systeem en de versnellingsbak                           |                    |                  |  |
| 7                                                                      | Het jaar 2000      | 24 februari 1992 |  |
| Moderne assemblage, computers in de wagen en kunstmatige intelligentie |                    |                  |  |

## Boeken
- Miel LOUW, ABC auto, BRTN - Instructieve Omroep, 1992. ISBN 978-90-511-4029-3